# Università tecnica statale moscovita N. Ė. Bauman
L'Università tecnica statale moscovita N. Ė. Bauman (abbreviata in BMSTU, in russo Московский государственный технический университет им. Н. Э. Баумана, МГТУ им. Н. Э. Баумана?), nota anche come Baumanka (Бауманка), è la più antica e una delle più prestigiose università tecniche della Russia.
È intitolata dal 1930 al rivoluzionario Nikolaj Ėrnestovič Bauman, ucciso nel 1905 non lontano dall'edificio principale dell'allora Istituto tecnico imperiale.

## Storia

### Denominazioni
- 1764-1830: Istituto educativo imperiale (Императорский Воспитательный Дом).
- 1830-1868: Scuola artigianale moscovita, MRUZ  (Московское ремесленное учебное заведение, МРУЗ).
- 1868-1918: Istituto tecnico imperiale moscovita, IMTU (Императорское Московское техническое училище, ИМТУ).[5]
- 1918-1930: Istituto tecnico superiore moscovita, MVTU (Московское высшее техническое училище, МВТУ).
- 1930: Istituto meccanico moscovita (Московское механико-машиностроительное училище).
- 1930-1943: Istituto meccanico moscovita N. Ė. Bauman, MMMI Bauman (Московский механико-машиностроительный институт им. Н. Э. Баумана, МММИ им. Н. Э. Баумана).
- 1943-1989: Istituto tecnico superiore moscovita N. Ė. Bauman, MVTU Bauman (Московское высшее техническое училище им. Н. Э. Баумана, МВТУ им. Н. Э. Баумана).
- Dal 1989: Università tecnica statale moscovita N. Ė. Bauman, MGTU Bauman (Московский государственный технический университет им. Н. Э. Баумана, МГТУ им. Н. Э. Баумана).[5]

## Docenti importanti
- Sergej Alekseevič Čaplygin[5][6]
- Pafnutij L'vovič Čebyšëv[5]
- Lev Jakovlevič Karpov[7]
- Sergej Pavlovič Korolëv[8]
- Vladimir Aleksandrovič Kotel'nikov[9]

- Pëtr Nikolaevič Lebedev[6][10]
- Dmitrij Ivanovič Mendeleev[5]
- Aleksandr Aleksandrovič Mikulin[11]

- Andrej Nikolaevič Tupolev[12]
- Sergej Ivanovič Vavilov[6]
- Nikolaj Egorovič Žukovskij[5][6]

## Media
Il video musicale del singolo Elasticity di Serj Tankian è stato girato all'interno dell'università nel 2021.